# Regla de senos

Regla de senos

Regla de senos. aplicación

La regla de senos o barra de senos es un instrumento utilizado tanto para la medida indirecta de ángulos como para la formación de patrones.

## Principio de medida
Se dice que es una medida indirecta ya que el valor de la misma se obtiene por medición de distancias y cálculo de una relación trigonométrica.
En el caso de la regla de senos, el principio de medida consiste en calcular el valor de un determinado ángulo a partir de la función trigonométrica seno en un triángulo construido sobre una superficie de acotación.

## Esquema y características
Una regla de senos está constituida de las siguientes partes principales:
- Barra de oro: Se trata de una barra metálica prismática rebajada y apoyada en ambos extremos sobre dos cilindros de igual diámetro siendo la parte superior de la regla paralela al plano tangente de los dos cilindros. Esta barra posee gran resistencia al desgaste y gran robustez, estando cuidadosamente rectificada. Con el fin de aligerarla se suelen practicar agujeros a través de su cuerpo.
- Cilindros: los dos cilindros por los que está compuesta la regla senos son de igual diámetro. Hacen contacto con las superficies de los rebajes por dos de sus generatrices a 90º, estando atornillados a la barra. Los centros de los cilindros se encuentran sobre una línea exactamente paralela al eje de la barra y a sus superficies superior e inferior. La distancia conocida L entre los centros de los dos cilindros hace las funciones de la hipotenusa del triángulo rectángulo.
- Bloques patrón longitudinales: También denominados calas o galgas, sobre los que se apoyan los cilindros y que proporcionan las alturas H1 y H2 en el caso de que se utilicen dos bloques o la altura H1 en caso de que se utilice un solo bloque.

Las características principales que mejor definen la precisión de una regla o barra de senos son la igualdad y redondez de sus cilindros, así como la planitud de la superficie libre exterior y el paralelismo entre los rodillos.
Con el fin de no cometer un error excesivo en el ángulo buscado debido a los errores propios de los bloques patrón longitudinales utilizados no deben obtenerse ángulos mayores de 45º con estos instrumentos.
Para medir o controlar un ángulo se debe apoyar la base de los cilindros sobre una combinación de bloques patrón convenientemente colocados sobre un plano de referencia. El ángulo que forma la superficie de la barra con respecto a la base de referencia vendrá dado por:
senα=(H-h)/L
Cuando solo se realice una única combinación de bloques patrón, es decir, cuando uno de los rodillos se apoye sobre el plano de referencia la relación será:
senα=H/L

## Aplicaciones
La utilización de la regla de senos puede ser para la fabricación de utillaje, realización de ajustes en máquinas herramienta y en general operaciones que requieran gran precisión en la medida.
Existen además otros instrumentos basados en el principio de medida de este instrumento como puede ser la mesa de senos.